# Горинштейн, Павел Григорьевич
Павел Григорьевич Горинштейн (известен также как Павел Григорьев и Павел Горин, 1895—1961) — советский и украинский поэт, фронтовик, фольклорист.

## Биография
Родился и всю жизнь прожил в Киеве.
С 1919 по 1923 год работал над созданием агитационных произведений по заданию Киевского военного округа, отдела агитации и пропаганды Киевского губкома РКП(б).
В 1920 году познакомился с Самуилом Покрассом и написал для него текст песни Красная армия всех сильней.
Автор слов романса Юлия Хайта «Будни монотонные», написаного в 1923 году.
Позже был известен как эстрадный драматург. Писал юморески для Ю. Тимошенко и Е. Березина, П. Рудакова и В. Нечаева, и других известных артистов эстрады.

## Произведения
- Красная армия всех сильней (музыка С. Покрасс).

## Воспоминания Павла Григорьевича
Основной моей работой с 1919 по 1923 год было создание агитационных произведений по заданию Политпросвета попросту Киевского наробраза, Киевского военного округа, Агитпропа губкома партии и других организаций.

Встретившись сначала с Дмитрием, а затем с Самуилом Покрассом, я время от времени давал им тексты для песен. Можно сказать в течение 1920 года я написал несколько текстов боевых песен (в том числе и «Белую армию») для Самуила Покрасса, который переложил их на музыку и передал войскам Киевского военного округа.